# 萊昂斯 (印第安納州)
萊昂斯（英語：Lyons）是一個位於美國印地安納州格林縣的城鎮。

## 人口
根據2010年美國人口普查的數據，萊昂斯的面積為2.09平方千米，當中陸地面積為2.09平方千米，而水域面積為0.00平方千米。當地共有人口742人，而人口密度為每平方千米355人。